# Пловдивска обществена телевизия
Пловдивска обществена телевизия (ПОТВ), известна и като Пловдивска телевизия „Тракия“, е български телевизионен канал с политематичен профил и национален обхват, разпространяван по кабел. Тя е частна, търговска телевизия от създаването ѝ..

## История
ПОТВ започва да излъчва ефирно от 1 април 1998 г. на 57-и канал в Пловдив (заеман преди това от телевизия „Тракия“). От началото на 2005 г. ПОТВ се излъчва само по кабелните мрежи в град Пловдив и региона. От ноември 2015 г. е включена в IPTV пакета на Булсатком (Булсатком Fusion).
Екипът се състои от опитни телевизионни специалисти с дългогодишен стаж в БНТ – Евгений Тодоров, Петър Алексиев, Веселина Божилова, Петко Шойлеков, Ончо Черчиян, Румен Немски, Тодор Даскалов. Телевизията реално не е обществена медия, каквото е името ѝ, но реализира подобни програми. Излъчва регионални новини 4 пъти дневно, дискусионни програми, предавания за хората от третата възраст, за децата, за малцинствата. През 90-те години съвместно със Сдружение „Медии с човешко лице“ създава и разпространява първите в България телевизионни програми, посветени на етническата толерантност. Реализират се  три нови  ТВ рубрики, посветени на междуетническите отношения - "Съседи и приятели", "Комшулук" и "Въпреки". Активна роля при тяхната реализация играе Виолета Драганова - първата ромка ТВ водеща в България. Много скоро след това тя е поканена в БНТ. Оформя се и първият тв екип водещи, представители на етническите малцинства - Дюндяр Агач - турчин, Изабела Рафи Воскинарян - арменка, Нериман Реджеб - туркиня, Вероника Папазян - арменка и др.
Реализирани са десетки проекти, финансирани от международни организации и телевизията е наградена с международни отличия. Създават се първите възстановки на съдебни процеси – включително на живо. Реализират се редица оригинални игрални филми и телевизионни драми – „Съединението – опит за възстановка“, „Голямата бакалница“, поредицата „Съдът на фокус“ и др.